# Palais de Psychikó
Le palais de Psychikó (en grec moderne : Ανάκτορα Ψυχικού), également appelé palais de Paul et Frederika (Ανάκτορο Παύλου & Φρειδερίκης) ou palais de Frederika (Ανάκτορο της Φρειδερίκης), est une résidence royale grecque située au n° 14 de la rue Diamantídou, dans le quartier de Psychikó, dans l'agglomération d'Athènes.

## Histoire
Acheté en 1937 par le roi Georges II pour y loger le diadoque Paul après son mariage avec la princesse Frederika de Hanovre, le palais de Psychikó s'étend sur 1 200 m2. Construit au début du XXe siècle par un riche magnat grec, ce palais relativement modeste possède deux étages, un petit jardin et un balcon donnant sur la rue. Nécessitant quelques travaux, il est réaménagé par la princesse Irène avant l'emménagement du couple. Une fois installés, Paul et Frederika mettent au monde leurs deux premiers enfants dans le palais : la future reine Sophie d'Espagne en 1938 puis le futur roi Constantin II de Grèce en 1940.
Abandonné en 1941 à cause de la Seconde Guerre mondiale, le palais est à nouveau habité par le couple princier après la restauration de Georges II en 1946. Avec l'accession au trône de Paul Ier, Psychikó est une nouvelle fois abandonné par la famille royale en 1947. Devenue veuve en 1964, la reine douarière Frederika s'y retire cependant, avant d'en être chassée après le coup d'État de 1967.
Après l'abolition de la monarchie en 1973-1974, le palais est mis en vente par l'État grec. En 1987, il est racheté conjointement par la société Haji (propriété de Stelios Haji-Ioannou) et par l'État espagnol (à la demande de la reine Sophie). Largement abandonné et victime d'un différend opposant les nouveaux propriétaires à l'État grec, le palais de Psychikó est resté de longues années en ruines. Cependant, au début des années 2020, un projet de rénovation conduit par Polys Haji-Ioannou (en), fils de Stelios, transforme considérablement le lieu.

## Article de presse
- (el) Maria Meimaris, « Πόλεμος για το ανάκτορο της Φρειδερίκης », Espresso,‎ 27 février 2013 (lire en ligne).